# John W. Stevenson
John W. Stevenson (Richmond, 1812. május 4. – Covington, 1886. augusztus 10.) az Amerikai Egyesült Államok szenátora (Kentucky, 1871–1877).